# رجل الشمال
رجل الشمال (بالإنجليزية: The Northman)‏ هو فيلم إنتقام تاريخي أمريكي من إخراج روبرت إغرز وبطولة ألكسندر سكارسجارد، نيكول كيدمان، ويليم دافو، أنيا تايلور جوي، إيثان هوك، كلايس بانج وبيورك.

## روابط خارجية
- رجل الشمال على موقع IMDb (الإنجليزية)
- رجل الشمال على موقع ميتاكريتيك (الإنجليزية)
- رجل الشمال على موقع روتن توميتوز (الإنجليزية)
- رجل الشمال على موقع ألو سيني (الفرنسية)
- رجل الشمال على موقع فيلمافينيتي (الإسبانية)
- رجل الشمال على موقع قاعدة بيانات الأفلام السويدية (السويدية)
- رجل الشمال على موقع قاعدة بيانات الفيلم (الإنجليزية)
- رجل الشمال على موقع ليتربوكسد (الإنجليزية)
- رجل الشمال على موقع كينوبويسك (الروسية)